# Suchań
Suchań (germană Zachan) este un oraș în Polonia. În 2015 avea 1466 de locuitori.